# Qaemshahr
Qaemshahr (قائمشهر på Taberisk) er en by i det nordlige Iran mellem de nordlige skråninger af Alborz bjergene og den sydlige kyst af det Kaspiske Hav. Byen har ca. 204.953 indbyggere (2016) og er i Mazenderan provinsen.